# Ctimene interspilata
Ctimene interspilata är en fjärilsart som beskrevs av W. Warren 1899. Ctimene interspilata ingår i släktet Ctimene och familjen mätare. Inga underarter finns listade i Catalogue of Life.